# Ecuación fundamental de la fluidoestática
La Ecuación Fundamental de la fluidoestática es una ecuación diferencial de la forma:
{\displaystyle {\frac {dp}{dz}}\;=-\rho \,\mathrm {g} }
donde {\displaystyle p} es la presión, {\displaystyle z} es la altura, {\displaystyle \rho } es la densidad del fluido y {\displaystyle g} es la aceleración de la gravedad.
Esta ecuación es válida para atmósfera en reposo; pero esto en realidad casi nunca sucede, es decir, la atmósfera está en continuo movimiento. Esta ecuación indica cómo varía la presión con la altitud. 
- Datos: Q8771785